# Jason Moran
Jason Matthew Patrick Moran (Melbourne, 20 settembre 1967 – 21 giugno 2003) è stato un mafioso australiano, membro della famiglia criminale Moran.
Durante gli anni novanta emerse come uno dei più grandi trafficanti di droga.
Fu lui il 13 ottobre 1999 a sparare un colpo allo stomaco a Carl Williams che fece poi scatenare la Guerra di mafia di Melbourne.
Il 19 dicembre 1995, insieme ad Alphonse Gangitano e Mark John McNamara fu incriminato per un attacco al nightclub di King Street di Melbourne, per cui Moran ricevette un mandato di cattura.
Quando dal settembre 2001 gli fu concessa la libertà vigilata gli fu permesso di lasciare l'Australia, concessione dovuta alla possibilità di attentati alla sua vita.
Ritornò a Melbourne successivamente per testimoniare sui fatti riguardanti la morte di Gangitano, di cui era sospettato.
Fu coinvolto nella Guerra di mafia di Melbourne.
Fu ucciso insieme a Pasquale Barbaro il 21 giugno 2003 da un killer della famiglia Williams, loro rivale, in un campo di calcio per ragazzi ad Essendon mentre stava tornando alla sua auto.